# Distretto di Pazos
Il distretto di Pazos è uno dei sedici distretti della provincia di Tayacaja, in Perù. Si trova nella regione di Huancavelica e si estende su una superficie di 152.93 chilometri quadrati.